# 헤링 착시
헤링 착시(Hering illusion)는 나란한 두 직선이 바깥쪽으로 휜 것처럼 보인다.
헤링 착시(Hering illusion)는 기하학적이고 광학적인 착시 중 하나이며 1861년 독일의 생리 학자  에왈드 헤링(Ewald Hering)에 의해 발견되었다.  방사형 선상 배경(자전거의 쐐기처럼) 앞에 두 개의 직선 및 평행선이 표시되면 선이 바깥쪽으로 구부러진 것처럼 나타난다. 오비슨 착시(Orbison illusion)는 변형 중 하나이며 분트 착시(Wundt illusion)는 유사하지만 반전된 효과를 생성하고 보여준다.

## 예
|                   |                    |
| 예시 1 - 헤링착시 | 예시 2 - 분트 착시 |

## 같이 보기
- 단안단서
- 헤링 검사
- 대립과정설